# Lophoplusia psectrocera
Lophoplusia psectrocera là một loài bướm đêm trong họ Noctuidae.